# Трг Синтагма
Трг Синтагма (грч. Πλατεία Συντάγματος), а неки га још зову Трг устава, је трг који се налази испред палате грчког парламента у Атини. Назван је у част Устава који је предложио немачки принц и први грчки нововековни краљ Ото I Грчки, 3. септембра 1843. Око њега су смештени луксузни хотели и пословне зграде. Зграда Парламента (некадашња краљевска палата) и споменик Незнаном јунаку налазе се изнад трга.

## Историја
Трг је пројектован и изграђен почетком 19. века, недуго након што је краљ Отон преместио престоницу новорођеног грчког краљевства из Нафполија у Атину 1834. Замишљен је као један од два централна трга модерне Атине, смештен на тадашњим источним границама града. Други трг је био трг Омонија, северно од града. Иако је Краљевска палата краља Отона у почетку била планирана да буде подигнута на тргу Омонија, локација која гледа на источни трг сматрала се бољом опцијом. Радови на изградњи Старог двора северно од трга, започети су 1836. године и трајали су до 1843.